# Синельников, Яков Рафаилович
Яков Рафаилович Синельников (4 мая 1921, Харьков — 5 ноября 1999, Балтимор, Мэриленд, США) — украинский советский анатом, доктор медицинских наук (1964), профессор.

## Биография
Родился в Харькове, сын видного анатома Рафаила Давидовича Синельникова; мать также была врачом. Племянник народной артистки РСФСР М. Д. Синельниковой и заслуженной артистки РСФСР Е. Е. Синельниковой.
С 1929 года учился в харьковской средней школе № 35. В 1939 году поступил в Харьковский медицинский институт, где одновременно начал работать препаратором на кафедре анатомии. С началом Великой Отечественной войны работал прозектором и судебно-медицинским экспертом в тюменском эвакогоспитале (1941—1943). Одновременно, с 1942 года продолжил учёбу в Кубанском медицинском институте, который в это время был эвакуирован в Тюмень.
В 1943 году был переведён в Харьковский медицинский институт в Чкалове, который окончил в 1944 году. Был оставлен в аспирантуре при кафедре анатомии, где защитил диссертацию кандидата медицинских наук по исследованиям слизистой оболочки трахеи (1948). До 1950 года преподавал на кафедре анатомии, затем был переведён на кафедру анатомии в Харьковский стоматологический институт, сначала ассистентом, затем доцентом.
Диссертацию доктора медицинских наук по теме «Сравнительная макро-микроскопическая анатомия нервов языка» защитил в 1964 году. Дальнейшие научные труды посвящены анатомии слизистых оболочек и периферических нервов, в том числе сравнительной анатомии человека и человекообразных обезьян. На протяжении многих лет входил в комиссию минздрава УССР по сохранению тела Н. И. Пирогова в Виннице, в составе которой занимался регулярным перебальзамированием тела хирурга.
В 1965—1991 годах был заведующим кафедрой анатомии и физиологии человека Харьковского педагогического института (впоследствии имени проф. Я. Р. Синельникова). С 1952 года принимал участие в работе на «Атласом анатомии человека» Р. Д. Синельникова.
После смерти отца (1981) продолжил издание многотомного «Атласа анатомии человека», который теперь издаётся его сыном Александром Яковлевичем Синельниковым (род. 1955).

## Публикации
- Р. Д. Синельников, Я. Р. Синельников. Атлас анатомии человека. В 4-х томах. М.: Медицина, 6-е изд. — 1989—1994; 7-е изд. — 2007—2010; изд. 8-е — 2014—2018.
  - Том 1 — Учение о костях, соединении костей и мышцах; Том 2 — Учение о внутренностях и эндокринных железах; Том 3 — Учение о сосудах; Том. 4 — Учение о нервной системе и органах чувств.